# Volo a Rio
Volo a Rio è un brano musicale composto da Pierdavide Carone per la realizzazione di un disco che prende ispirazione dai personaggi e dalle ambientazioni del film d'animazione Rio. Si tratta del quinto singolo del cantautore.
Pierdavide descrive la nascita del brano così:
Il brano è inserito anche nella compilation "Radio Italia Top Collection Hits"

## Tracce
Testi e musiche di Pierdavide Carone.
1. Volo a Rio – 2:54